# Kirill af Moskva
 For alternative betydninger, se Kyrillos. (Se også artikler, som begynder med Kyrillos)
Kirill af Moskva (russisk: Кирилл, tr. Kirill; født Vladimir Mikhajlovitj Gundjajev, russisk: Владимир Михайлович Гундяев den 20. november 1946 i Leningrad, Sovjetunionen) blev 27. januar 2009 valgt til Patriark af Moskva og hele Rus' og dermed overhoved for Den russisk-ortodokse kirke.
Kirills far var præst, og Kirill blev præsteviet i 1969, hvor han fik navnet Kirill. Fra 1974 til 1984 var han rektor for Leningrad Teologiske Akademi og Seminarium. Han blev indviet som biskop af Vyborg i 1976 og forfremmet til ærkebiskop i 1977. Fra 1988 og frem til han blev valgt til Patriark var han ærkebiskop af Smolensk og Kaliningrad. I 1991 fik han rang af metropolit, som er den højeste rang under patriarken.
Ifølge en rapport fra Forbes fra 2006 så var Kirill god for omkring $4 mia., og en rapport fra 2019 af Novaya Gazeta estimerede at hans formue var på $4-8 mia., selvom disse tal ikke er blevet verificeret.